# DisneyMania 7
Disneymania 7 es el séptimo álbum del "DisneyMania Series". Cuenta con artistas contemporáneos que interprétan su propia versión de las canciones clásicas Disney. Fue puesto a la venta el mes de marzo del 2010.

## Lista de canciones
| DisneyMania 7 |                                                                            |                           |          |  |
| N.º           | Título                                                                     | Intérprete(s)             | Duración |  |
| 1.            | «I Just Can't Wait to Be King» (de la película: El rey león)               | Allstar Weekend           |          |  |
| 2.            | «Trust in Me» (de la película: El libro de la selva)                       | Selena Gomez              |          |  |
| 3.            | «Real Gone» (de la película: Cars)                                         | Honor Society             |          |  |
| 4.            | «If I Never Knew You» (de la película: Pocahontas)                         | Tiffany Thornton          |          |  |
| 5.            | «Stand Out» (de la película: A Goofy Movie)                                | Mitchel Musso             |          |  |
| 6.            | «Good Enough» (de la película: The Wild)                                   | KSM                       |          |  |
| 7.            | «Little Wonders» (de la película: Meet the Robinsons)                      | Savannah Outen            |          |  |
| 8.            | «Under the Sea» (de la película: La sirenita)                              | Booboo Stewart            |          |  |
| 9.            | «When She Loved Me» (de la película: Toy Story 2)                          | Bridgit Mendler           |          |  |
| 10.           | «Her Voice» (de la película: La sirenita)                                  | Drew Seeley               |          |  |
| 11.           | «Bella Notte» (de la película: La dama y el vagabundo)                     | Rubby Summer              |          |  |
| 12.           | «Part of Your World» (de la película: La sirenita)                         | Anna Maria Perez de Taglé |          |  |
| 13.           | «What I've Been Looking For» (de la película: High School Musical)         | Alyson Stoner             |          |  |
| 14.           | «The Gift of a Friend» (de la película: Tinker Bell and the Lost Treasure) | Demi Lovato               |          |  |
| 15.           | «Hakuna Matata» (de la película: El rey león)                              | Debby Ryan                |          |  |

## Sencillos
1. Demi Lovato - "The Gift Of A Friend" : En promoción de Tinker Bell and the Lost Treasure.
2. Drew Seeley - "Her Voice" : En promoción de The Little Mermaid on Brodway.

## Videos
1. Demi Lovato - "Gift Of A Friend"
2. Drew Seeley - "Her Voice"